# Булонь-сюр-Мер
Було́нь-сюр-Мер (фр. Boulogne-sur-Mer) — місто та муніципалітет на півночі Франції, у регіоні О-де-Франс, департамент Па-де-Кале. Розташоване, на березі протоки Па-де-Кале. Населення — 40 910 осіб (01.01.2021).
Металургія, суднобудування; рибообробка.

## Географія
Муніципалітет розташований на відстані близько 220 км на північ від Парижа, 105 км на захід від Лілля, 100 км на північний захід від Арраса.

## Історія
Назва міста Булонь вперше згадується в період Римської імперії як Бононія (Bononia). Воно походить від німецького слова «bona», що означає «дерев'яна підлога». Той же корінь можна виявити у Віндобона (Vindobona), римській назві міста Відень. «Bona» тут, швидше за все, означає «комору». Цей же словотвір можна виявити в назві італійського міста Болонья (Bologna).

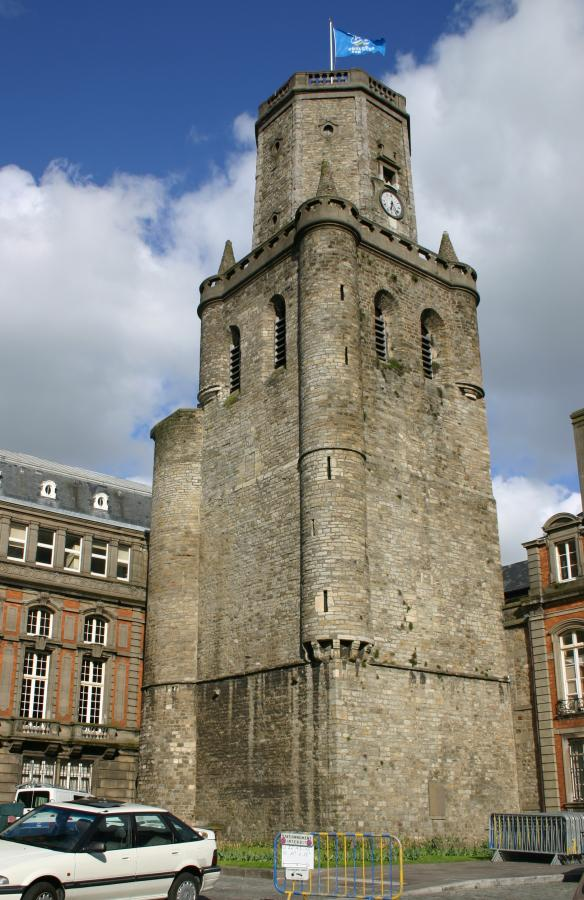
Бефруа Булонь-сюр-Мер

Заснувало місто кельтське плем'я бойї. Римляни використовував його як основний морський порт, що зв'язує материкову частину імперії з Британія. Імператор Клавдій в 43 році використовував Булонь як опорну базу для організації вторгнення в Британію, і до 296 року вона була місцем базування Classis Britannica, римського флоту в Ла-Манші.
У Середньовіччі Булонь була центром Булонського графства. Землі графства були об'єктом територіальної суперечки між Францією і Англією, англійці володіли містом у 1544—1550 роках. У 1550 році Булонський мир завершив війну Англії з Францією та Шотландією, французи викупіли місто за 400 тисяч золотих екю.
У 1805 році в районі Булоні імператор Наполеон I розмістив Велику армію, збираючись розпочати звідси завоювання Англії, але цим його планам не судилося збутися.
Під час Першої світової війни неподалік відбувалася висадка британських військ, на честь чого у Булоні був споруджений монумент «Британія» (знищений німцями 1940 р.)
Під час Другої світової війни тут розташовувалася велика військово-морська база німецького флоту, і в червні 1944 року місто зазнало масованого бомбардування авіацією союзників.
1905 року в місті відбувся перший Всесвітній конгрес есперантистів.

## Основні пам'ятки
- Бефруа XI століття, частина Всесвітньої спадщини ЮНЕСКО.
- Середньовічний замок, заснування якого відноситься до римського періоду. В даний час в замку розташовується колекція предметів мистецтва з Єгипту.
- Готична церква Святого Миколая, в якій збереглося кілька статуй XV століття.
- Кафедральний собор Нотр-Дам (Notre-Dame de Boulogne) з куполом висотою 101 метр. Собор побудований в 1827-1875 роках на місці зруйнованого середньовічного собору. Крипта собору одна з найбільших у Франції і включає римські, романські та готичні елементи.
- Nausicaä - відкритий в 1991 році французький національний центр вивчення моря. Тут можна відвідати акваріум, виставку морської фауни та оглянути приклади експлуатації і управління морськими ресурсами.
- До 1644 року на березі стояла вежа Ордра[fr] або Одра - перший документально відомий маяк Франції, побудований Калігулою в 90 році н. е.
- Колона Великої Армії

## Демографія
Динаміка населення (base Cassini de l'EHESS pour les nombres retenus jusque 1962, base Insee à partir de 1968 (population sans doubles comptes puis population municipale à partir de 2006) ·  ):
Розподіл населення за віком та статтю (2006):
| Стать | Всього | До 15 років | 15-24 | 25-44 | 45-64 | 65-85 | Понад 85 |
| --- | ------ | ----------- | ----- | ----- | ----- | ----- | -------- |
| Чоловіки | 20 388 | 4616        | 3337  | 5783  | 4512  | 1925  | 215      |
| Жінки | 23 860 | 4360        | 3779  | 6188  | 5260  | 3627  | 646      |
| \| Статево-вікова піраміда \| Статево-вікова піраміда \| Статево-вікова піраміда \| \| ----------------------- \| ----------------------- \| ----------------------- \| \| Чоловіки \| Вік \| Жінки \| \| 215 \| 85 + \| 646 \| \| 320 \| 80-84 \| 837 \| \| 417 \| 75-79 \| 947 \| \| 537 \| 70-74 \| 867 \| \| 651 \| 65-69 \| 976 \| \| 689 \| 60-64 \| 971 \| \| 1226 \| 55-59 \| 1297 \| \| 1300 \| 50-54 \| 1572 \| \| 1297 \| 45-49 \| 1420 \| \| 1258 \| 40-44 \| 1429 \| \| 1322 \| 35-39 \| 1511 \| \| 1537 \| 30-34 \| 1527 \| \| 1666 \| 25-29 \| 1721 \| \| 1746 \| 20-24 \| 2031 \| \| 1591 \| 15-20 \| 1748 \| \| 1495 \| 10-14 \| 1329 \| \| 1429 \| 5-9 \| 1491 \| \| 1692 \| 0-4 \| 1540 \| |        |             |       |       |       |       |          |
| Статево-вікова піраміда |        |             |       |       |       |       |          |
| Чоловіки | Вік    | Жінки       |       |       |       |       |          |
| 215 | 85 +   | 646         |       |       |       |       |          |
| 320 | 80-84  | 837         |       |       |       |       |          |
| 417 | 75-79  | 947         |       |       |       |       |          |
| 537 | 70-74  | 867         |       |       |       |       |          |
| 651 | 65-69  | 976         |       |       |       |       |          |
| 689 | 60-64  | 971         |       |       |       |       |          |
| 1226 | 55-59  | 1297        |       |       |       |       |          |
| 1300 | 50-54  | 1572        |       |       |       |       |          |
| 1297 | 45-49  | 1420        |       |       |       |       |          |
| 1258 | 40-44  | 1429        |       |       |       |       |          |
| 1322 | 35-39  | 1511        |       |       |       |       |          |
| 1537 | 30-34  | 1527        |       |       |       |       |          |
| 1666 | 25-29  | 1721        |       |       |       |       |          |
| 1746 | 20-24  | 2031        |       |       |       |       |          |
| 1591 | 15-20  | 1748        |       |       |       |       |          |
| 1495 | 10-14  | 1329        |       |       |       |       |          |
| 1429 | 5-9    | 1491        |       |       |       |       |          |
| 1692 | 0-4    | 1540        |       |       |       |       |          |

## Економіка
2010 року серед 28 196 осіб працездатного віку (15—64 років) 18 465 були активними, 9731 — неактивною (показник активності 65,5%, у 1999 році було 65,7%). З 18 465 активних мешканців працювали 14 493 особи (7670 чоловіків та 6823 жінки), безробітними було 3972 (2016 чоловіків та 1956 жінок). Серед 9731 неактивної 3361 особа була учнем чи студентом, 2240 — пенсіонерами, 4130 були неактивними з інших причин.

У 2010 році в муніципалітеті числилось 18927 оподаткованих домогосподарств, у яких проживали 41300,0 особи, медіана доходів виносила 13 044 євро на одного особоспоживача

## Персоналії
- Соломон Леклерк (1745—1792) — католицький святий, мученик, жертва Великої французької революції;[9]
- Шарль Оґюстен де Сент-Бев (1804—1869) — літературний критик, одна з ключових постатей історії французької літератури;
- Дюшен де Булонь (1806—1875) — невролог і «батько електротерапії»
- Бенуа Коклен (1841—1909) — французький актор і теоретик театру
- Жан-П'єр Папен (1963) — французький футболіст
- Франк Рібері (1983) — французький футболіст.
- Поль Мато (*1888 — †1966) — французький футболіст, нападник.
- Дам'ян Марк (*1988) — французький футболіст, півзахисник.

## Галерея зображень

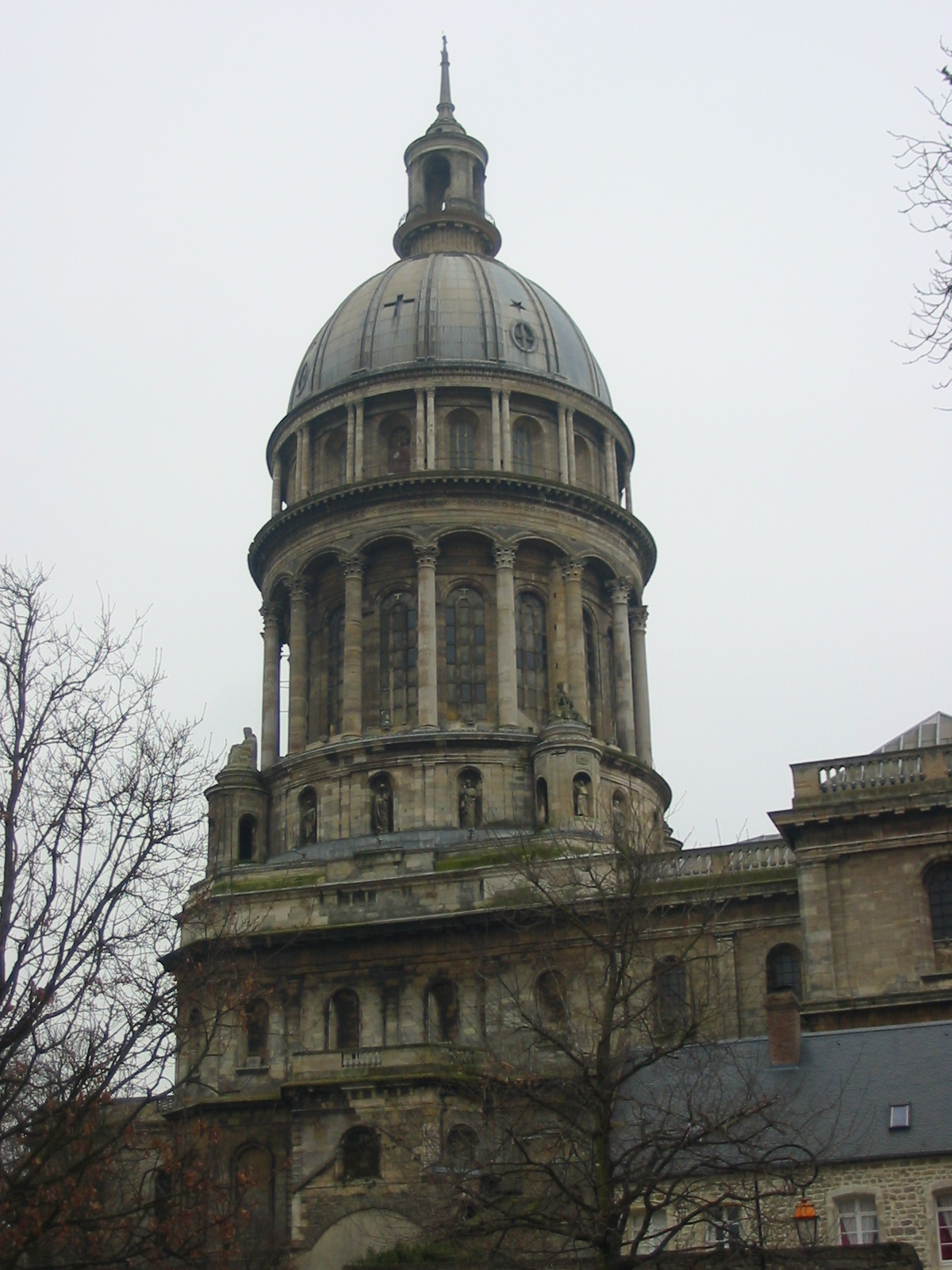
Купол собору Нотр-Дам
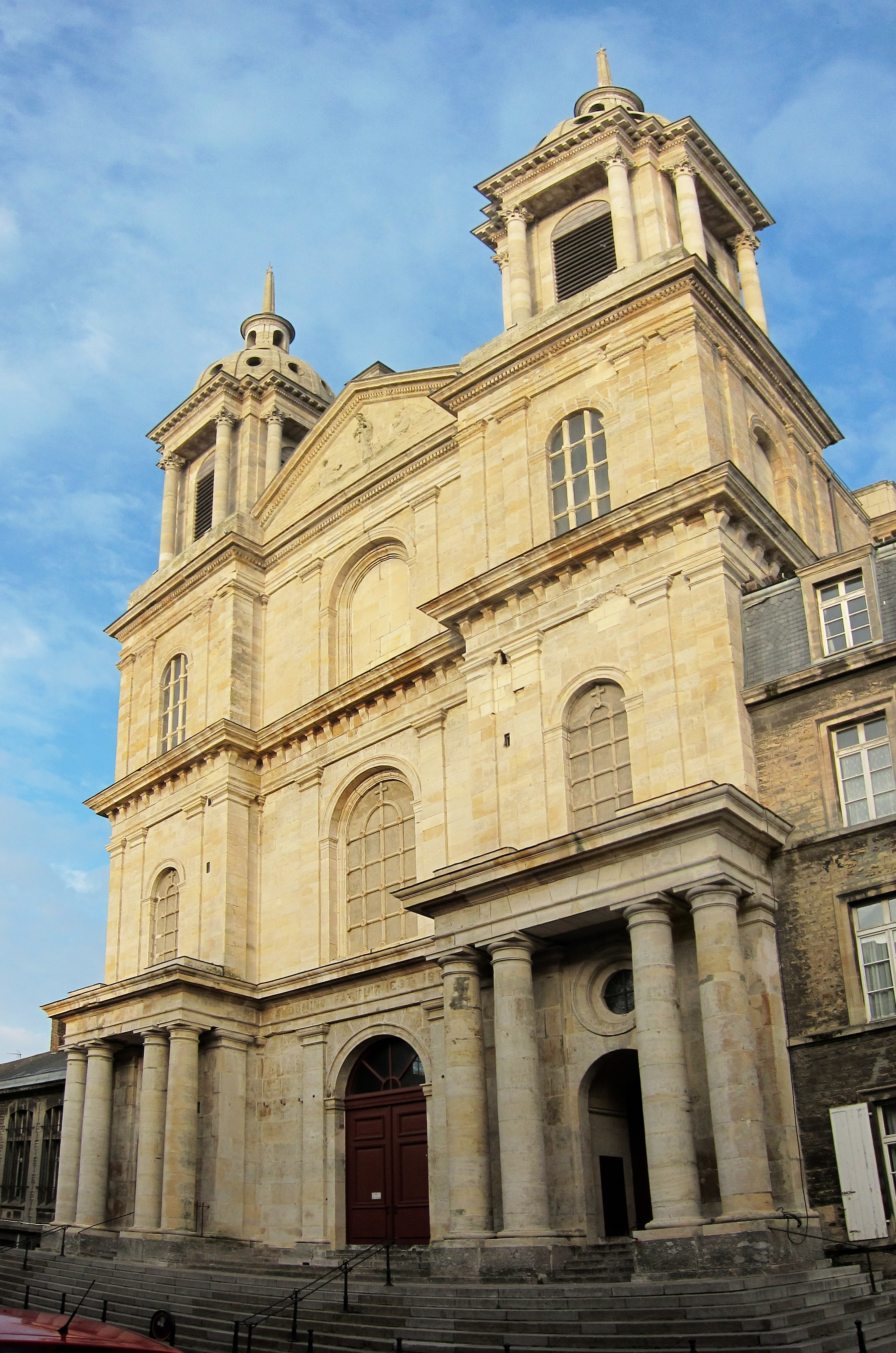
Фасад собору Нотр-Дам
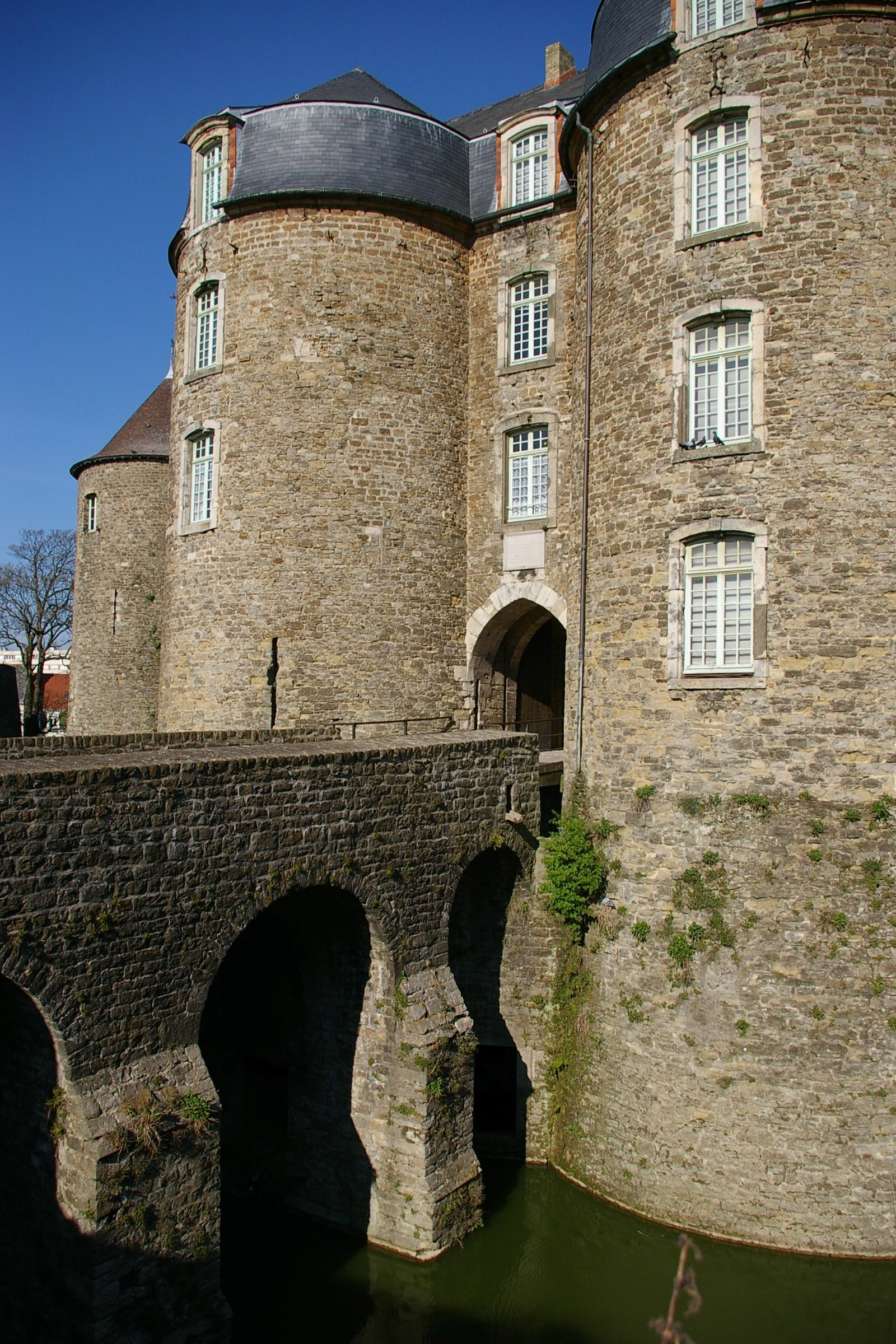
Булонський замок-музей
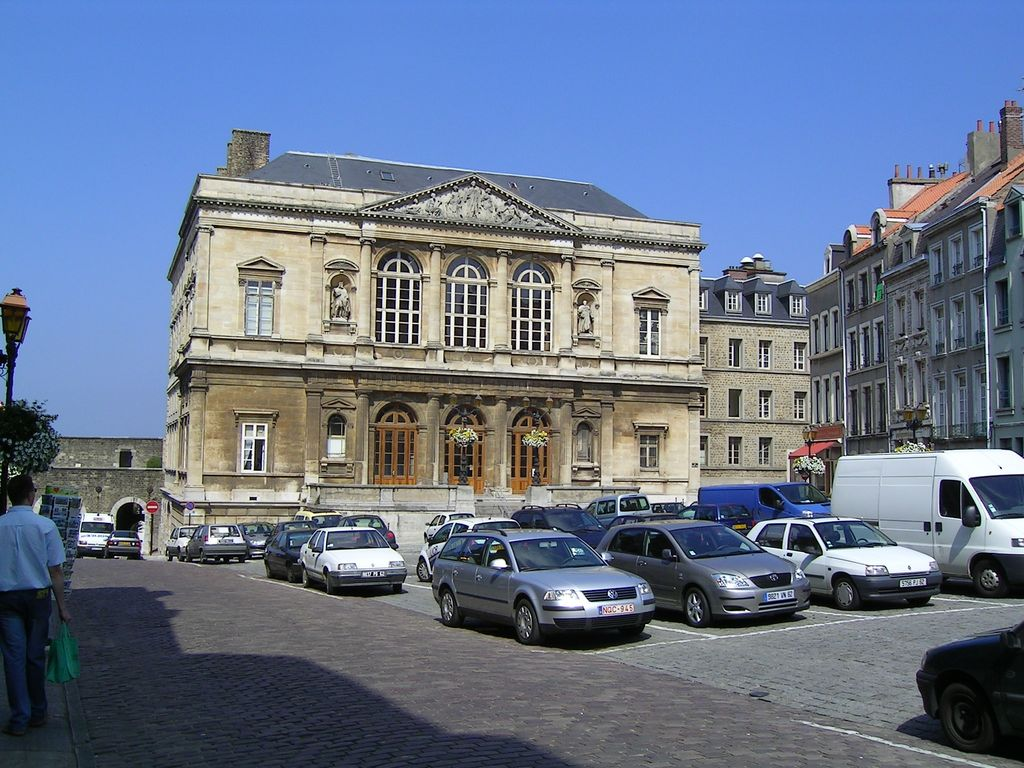
Будівля суду